# Качкодзьоб
Качкодзьо́б або австралійський качконі́с (Ornithorhynchus anatinus) — водоплавний ссавець з ряду однопрохідних (яйцекладних ссавців), які проживають в Австралії. Це єдиний сучасний представник родини Качкодзьобових (Ornithorhynchidae); разом з єхиднами утворює ряд однопрохідних (Monotremata) — тварин, за деякими ознаками близьких до плазунів. Ця унікальна тварина є одним із символів Австралії; вона зображена на реверсі австралійської монети в 20 центів. Качкодзьоб цікавий тим, що використовує свій «дзьоб» для електролокації рухів м'язів своєї здобичі. Етимологія: дав.-гр. ὄρνιθ- — «птахо-», дав.-гр. ῥύγχος — «рило, мордочка, дзьоб».

## Зовнішній вигляд качкодзьоба

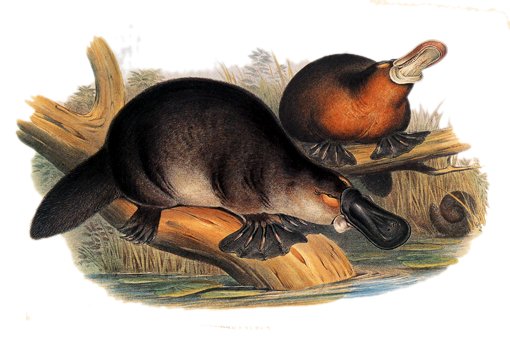
Качкодзьоб на малюнку XIX століття

Довжина тулуба качкодзьоба становить 30—40 см, хвоста — 10—15 см, важить він до 2,5 кг. Самці приблизно на третину більші за самок. Тіло у качкодзьоба присадкувате, коротконоге; хвіст пласкуватий, схожий на хвіст бобра, але вкритий шерстю, котра з віком помітно рідшає. У хвості качкодзьоба, як у тасманійського диявола, відкладаються запаси жиру. Хутро у нього густе, м'яке, звичайне темно-коричневе на спині та рудувато-коричневе або сіре на череві. Голова кругла. Попереду лицьовий відділ витягнутий у плаский дзьоб довжиною приблизно 65 мм, шириною 50 мм. Дзьоб не жорсткий, як у птахів, а м'який, вкритий еластичною голою шкірою, котра напнута на дві тонкі, довгі, дугоподібні кісточки. Ротова порожнина розширена в защічні мішки, в котрих під час годівлі запасається їжа. Знизу біля основи дзьоба самці мають специфічну залозу, що виробляє секрет з мускусним запахом. У молодих качкодзьобів 8 зубів, але вони неміцні та швидко стираються, замінюючись роговими пластинками.
Лапи у качкодзьоба — п'ятипалі, пристосовані як для плавання, так і для риття землі. Плавальна перетинка на передніх лапах видається перед пальцями, але може вигинатися таким чином, що кігті опиняються виставленими зовні, перетворюючи плавальну кінцівку у копальну. Перетинки на задніх лапах розвинуті значно слабше; для плавання качкодзьоб використовує не задні лапи, як інші напівводяні тварини, а передні. Задні лапи у воді виконують функцію керма, а хвіст служить стабілізатором. Хода качкодзьоба на суші радше нагадує ходу рептилії — ноги він ставить з боків тіла.
Носові отвори качкодзьоба побудовані на верхній стороні дзьоба. Вушних раковин тварина не має. Очі і вушні отвори розташовані в жолобках по боках голови. Коли тварина пірнає, краї цих жолобків, як і клапани ніздрів, замикаються, таким чином під водою у качкодзьоба не діють ані зір, ані слух, ані нюх. Проте шкіра дзьоба багата нервовими закінченнями, і це забезпечує тварині не лише високорозвинене відчуття дотику, а й здатність до електролокації. Електрорецептори дзьоба можуть виявляти слабкі електричні поля, які виникають, наприклад, при скороченні мускулатури ракоподібних, що допомагає качкодзьобу в пошуках здобичі. Шукаючи її, тварина під час підводного полювання безперервно водить головою з боку в бік.

## Системи органів

### Особливості органів чуття

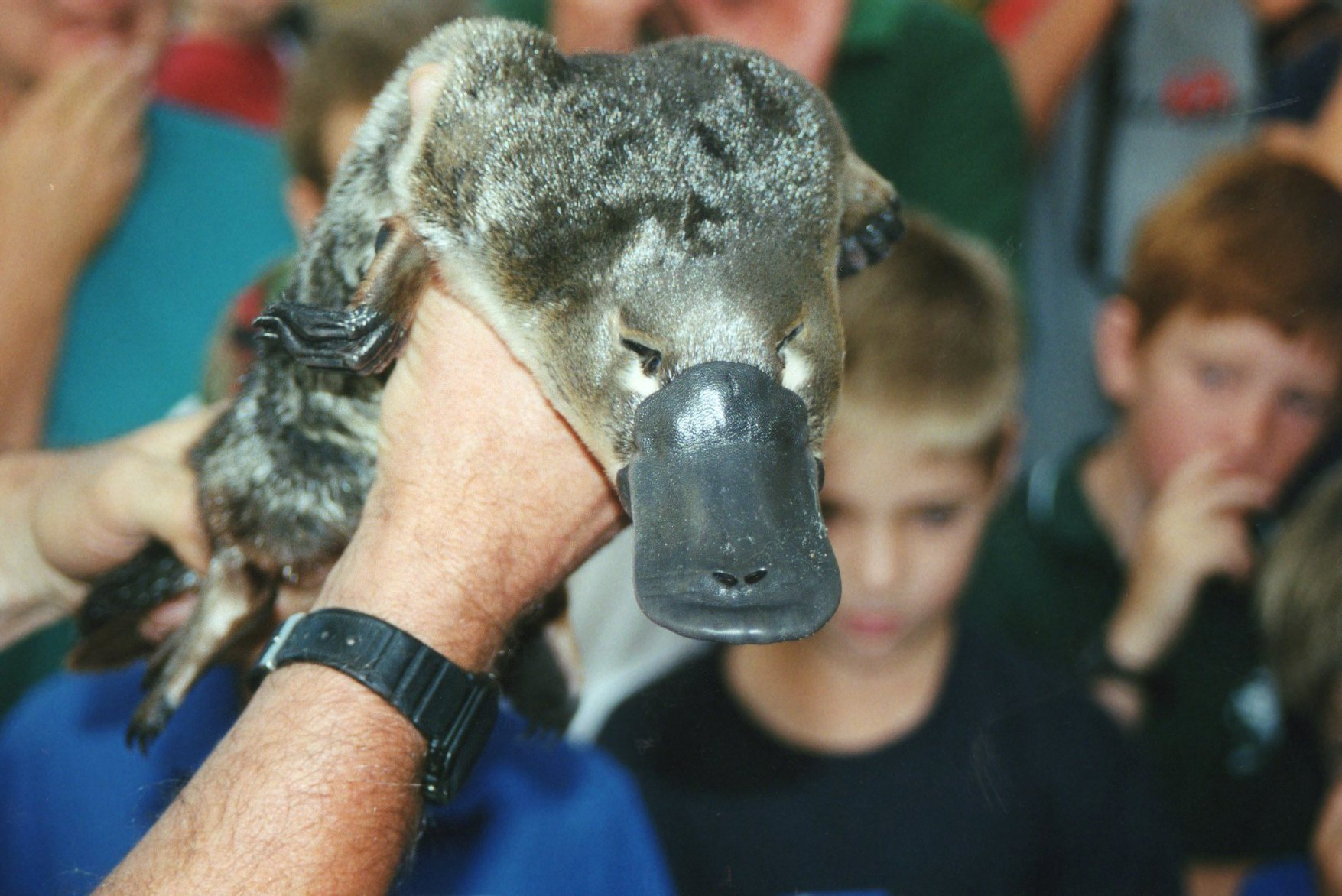
Зоолог показує качкодзьоба, біля річки Барвон, Гілонг, штат Вікторія, Австралія

Качкодзьоб — єдиний ссавець, що має розвинену електрорецепцію. Електрорецептори виявлені також у єхидни, але застосування нею електрорецепції навряд чи відіграє важливу роль у пошуках здобичі.

### Особливості метаболізму
У качкодзьоба примітно низький метаболізм у порівнянні з іншими ссавцями; нормальна температура його тіла становить лише 32 °C. Однак при цьому він чудово вміє регулювати температуру власного тіла. Так, перебуваючи у воді при 5 °C, качконіс може протягом декількох годин підтримувати нормальну температуру тіла за рахунок збільшення рівня метаболізму більш ніж утричі.

### Отрута качкодзьоба
Качкодзьоб — один з небагатьох отруйних ссавців (поряд із деякими землерийками та щілинозубами — володарями токсичної слини).
У молодих качкодзьобів обох статей на задніх ногах знаходяться зачатки рогових шпор. У самок до однорічного віку вони відвалюються, а в самців продовжують рости, сягаючи на момент статевого дозрівання 1,2-1,5 см завдовжки. Кожна шпора зв'язана протокою із стегновою залозою, яка під час шлюбного сезону виробляє складний «коктейль» з отрут. Самці використовують шпори під час шлюбних поєдинків. Отрута качкодзьоба може вбити динго або інших дрібних тварин. Для людини вона в принципі не становить смертельної загрози, проте здатна викликати дуже сильний біль, а на місці уколу розвивається набряк, який поступово поширюється на всю кінцівку. Больові відчуття (гіпералгезія) можуть продовжуватися багато днів поспіль, подеколи тривають навіть місяці.
У решти яйцекладних — єхидн — на задніх лапах також є зародкові шпори, однак вони не розвинені і не є отруйними.

### Репродуктивна система
Репродуктивна система самця качкодзьоба — звичайна для ссавців, за винятком того, що тестикули в нього знаходяться всередині тіла, біля нирок, а також присутній роздвоєний (багатоголовковий) пеніс, звичайний для більшості примітивних ссавців ряду однопрохідних (качкодзьоб, єхидна) і ряду сумчастих (опосум, коала тощо).
Репродуктивна система самки відрізняється від такої у плацентарних тварин. Її парні яєчники схожі на яєчники птахів або рептилій; функціонує лише лівий, правий недорозвинений і не виробляє яєць.

### Визначення статі
У 2004 році вчені з Австралійського національного університету в Канберрі виявили, що качкодзьоб має 10 статевих хромосом, а не дві (XY), як більшість ссавців. Відповідно, комбінація XXXXXXXXXX дає самку, а XYXYXYXYXY — самця. Всі статеві хромосоми пов'язані в єдиний комплекс, який поводить себе в мейозі як єдине ціле. Тому у самців утворюються сперматозоїди, що мають ланцюжки XXXXX і YYYYY. Коли сперматозоїд XXXXX запліднює яйцеклітину, народжуються качкодзьоби жіночої статі, якщо сперматозоїд YYYYY — качконіс чоловічої статі. Хоча хромосома качкодзьоба X1 має 11 генів, які виявляються у всіх X-хромосомах ссавців, а хромосома X5 має ген, який називається DMRT1 і зустрічається в Z-хромосомі у птахів, будучи у них визначальним для утворення статі, загалом геномні дослідження показали, що п'ять статевих X-хромосом качкодзьоба є гомологічними Z-хромосомі птахів. У качкодзьоба не виявлений ген SRY (ключовий ген визначення статі у ссавців); для нього характерна неповна дозова компенсація, нещодавно описана у птахів. Мабуть, механізм визначення статі качкодзьоба схожий з таким у його предків-рептилій.

## Ареал проживання і спосіб життя

### Ареал проживання і активність
Качкодзьоб — скритна нічна напівводна тварина, що населяє береги невеликих річок і ставків Східної Австралії на відносно великому ареалі від холодних плато Тасманії та Австралійських Альп до тропічних дощових лісів прибережного Квінсленда. На півночі ареал проживання качкодзьоба сягає півострова Кейп-Йорк (Куктаун). Про поширення качкодзьоба всередині материка відомо менше. Мабуть, він повністю зник у Південній Австралії (крім острова Кенгуру) і на більшій частині басейну річок Муррей і Дарлінг. Останнє спричинили, вочевидь, забруднення вод, до якого качконіс є дуже чутливим. Качкодзьоби віддають перевагу воді з температурними показником 25—29,9 °C; у солонуватій воді не зустрічаються.
Живе качконіс по берегах водойм. За прихисток йому править коротка пряма нора (завдовжки до 10 м), з двома входами і внутрішньою камерою. Один вхід підводний, інший розташований на висоті 1,2—3,6 метрів над рівнем води, під корінням дерев або в заростях.
Качкодзьоб чудово плаває і пірнає, залишаючись під водою до 5 хвилин. У воді він проводить до 10 годин на добу, оскільки щодня йому потрібно з'їдати кількість їжі, що становить до чверті його власної ваги. Активним качконіс є вночі і в сутінкову пору доби.
У природі вороги качкодзьоба нечисленні — зрідка на нього нападають варани, пітони і морські леопарди, що буває, запливають у річки.

### Харчування
Харчується качкодзьоб дрібними водними тваринами, каламутячи дзьобом мул на дні водоймища і відловлюючи потому живність, що здійнялася з водою. Спостерігали, як качконіс, годуючись, перевертає камені кігтями або за допомогою дзьоба. Поїдає він ракоподібних, черв'яків, личинки комах, рідше пуголовків, молюски і водну рослинність. Дуже рідко харчуються трупами невеликих тварин. Набравши їжу в защічні мішки, качкодзьоб здіймається на поверхню і, лежачи на воді, перетирає її роговими щелепами.

### Розмноження і догляд за виводком
Щороку качкодзьоби впадають в 5—10-денну зимову сплячку, після якої у них настає період розмноження. Триває він з серпня по листопад. Спаровування відбувається у воді. Самець кусає самку за хвіст, і якийсь час тварини плавають по колу, після чого відбувається спарювання (крім цього, зафіксовано ще 4 варіанти ритуалу залицяння). Самець покриває декількох самок; постійних пар качкодзьоби не утворюють.
Після спарювання самка риє виводкову нору. На відміну від звичайної нори вона є більш видовженою — до 20 м завдовжки, і закінчується гніздовою камерою. Усередині будується гніздо зі стебел і листя; матеріал самка носить, притискаючи його хвостом до живота. Потім вона закупорює коридор однією або декількома земляними пробками завтовшки 15—20 см, щоб захистити нору від хижаків та паводку. Пробки самка робить за допомогою хвоста, який використовує, як муляр лопатку. Гніздо всередині завжди буває вологим, що оберігає яйця від висихання. Самець не бере участі в будівництві нори і вирощуванні молодняка.
Через 2 тижні після спарювання самка відкладає 1—3 (зазвичай 2) яйця. Яйця качкодзьоба схожі на яйця рептилій — вони округлі, маленькі (11 мм в діаметрі) і покриті брудно-білою шкірястою шкаралупою. Після відкладання яйця злипаються між собою за допомогою клейкої субстанції, яка покриває їх зовні. Інкубація триває до 10 днів; під час насиджування самка рідко залишає нору і зазвичай лежить, згорнувшись навколо яєць.
Дитинчата качкодзьоба народжуються голими та сліпими, довжиною близько 2,5 см. Самка, лежачи на спині, переміщує їх до себе на черево. Виводкової сумки у неї немає. Мати вигодовує дитинчат молоком, яке виступає через розширені пори на її животі. Молоко стікає по шерсті матері, накопичуючись в особливих борозенках, і дитинчата його злизують. Мати залишає потомство тільки на короткий час, щоб погодувати і висушити шкуру; йдучи, вона закупорює вхід ґрунтом. Очі у дитинчат відкриваються на 11-му тижні. Молочне вигодовування триває до 4 місяців; у 17 тижнів дитинчата починають виходити з нори на полювання. Статевої зрілості молоді качкодзьоби досягають у віці 1-го року.
Тривалість життя качкодзьобів у природі є невідомою — в неволі вони живуть в середньому 10 років.

## Еволюція, історія вивчення, сучасний стан і охорона популяції

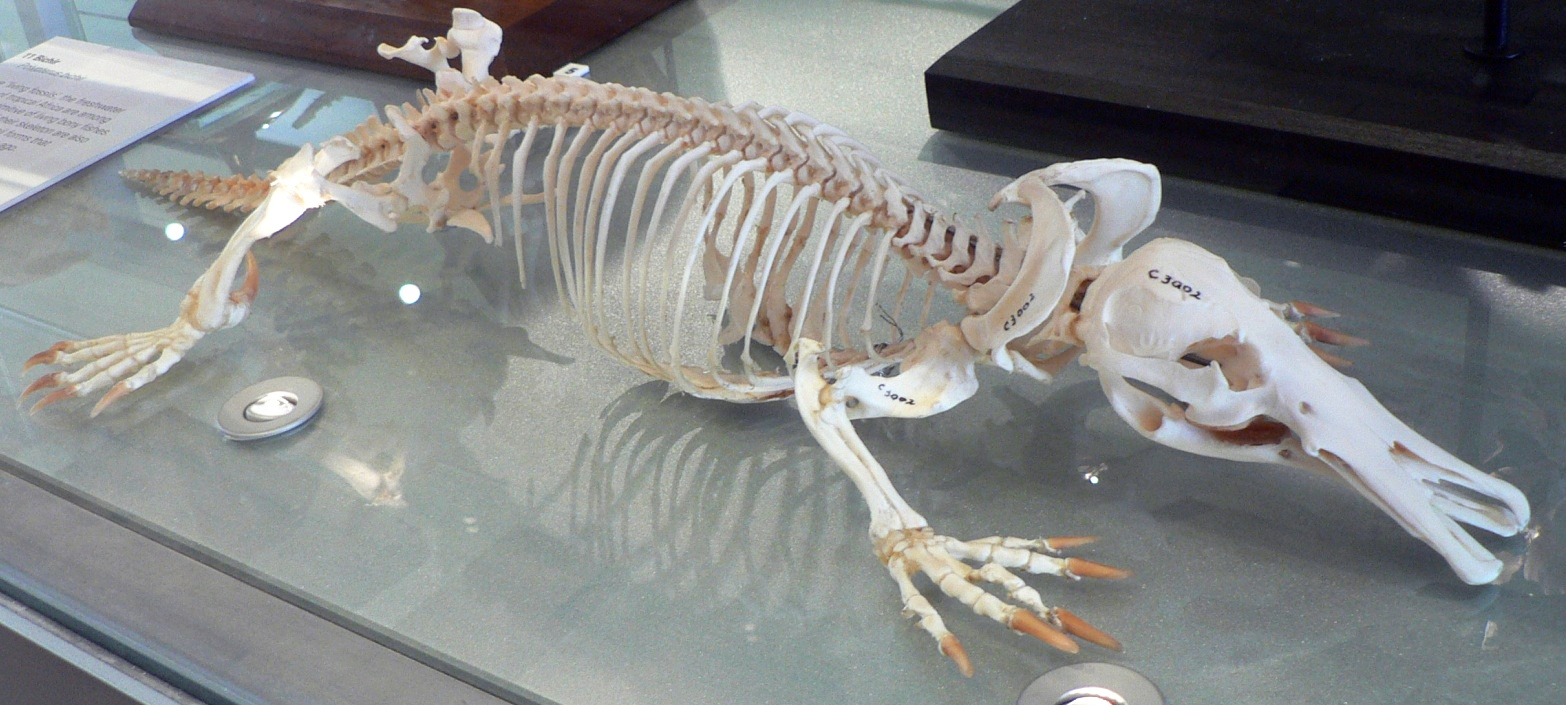
Скелет качкодзьоба, Мельбурнський музей

Однопрохідні є живими представниками однієї з найбільш ранніх гілок ссавців. Вік найдавнішого однопрохідного, виявленого в Австралії, — 110 млн років (Steropodon). Це була невелика, схожа на гризуна тваринка, яка вела нічний спосіб життя і, швидше за все, не відкладала яєць, а народжувала сильно недорозвинених дитинчат. Скам'янілий зуб іншого викопного качкодзьоба (Obdurodon), знайдений у 1991 році в Патагонії (Аргентина), вказує на те, що, ймовірно, предки качкодзьоба потрапили до Австралії з Південної Америки, коли ці континенти були частинами суперконтиненту Гондвана. Найближчі предки сучасного качкодзьоба з'явилися близько 4,5 млн років тому, тоді як найбільш ранній викопний зразок власне Ornithorhynchus anatinus датується плейстоценом. Викопні качкодзьоби нагадували сучасних, але були меншими за розмірами.
Качкодзьоб, як такий, був відкритий європейськими поселенцями у Австралії, у XVIII столітті під час колонізації Нового Південного Уельсу. В опублікованому в 1802 році переліку тварин цієї колонії згадується «тварина-амфібія з роду кротів, найцікавішою ознакою якої є те, що вона має замість звичайного рота качиний дзьоб, що дозволяє тваринці кормитися в мулі, як птахам».
Перша шкіра качкодзьоба була надіслана в Англію в 1797 році. Її вигляд породив запеклі суперечки у середовищі наукової громадськості. Спершу шкіру визнали виробом якогось таксидерміста, який просто пришив качиний дзьоб до шкіри тваринки, схожої на бобра. Розсіяти цю підозру вдалося Джорджу Шоу, який вивчив посилку і дійшов висновку, що це не підробка. Відтак, постало питання, до якої групи тварин віднести качкодзьоба. Вже після того, як він дістав свою наукову назву, до Англії були доставлені перші звірятка, і з'ясувалося, що у самки качкодзьоба немає видимих молочних залоз, зате ця тварина, подібно до птахів, має клоаку. Чверть століття вчені не могли вирішити, куди віднести качкодзьоба — до ссавців, птахів, плазунів або взагалі до окремого класу, поки 1824 року німецький біолог Меккель не виявив, що у качкодзьоба все-таки є молочні залози і самка вигодовує дитинчат молоком. Те, що качкодзьоб відкладає яйця, було, в свою чергу, доведене аж у 1884 році.
Зоологічне ім'я цій дивній тварині дав у 1799 році англійський натураліст Джордж Шоу — Ornithorhynchus, від грец. ορνιθορυγχος, «пташиний ніс», і anatinus, «качка». Аборигени Австралії знали качкодзьоба під багатьма іменами, включаючи mallangong,boondaburra, tambreet. Ранні європейські переселенці називали його «качкодзьоб» (duckbill), «качкокріт» (duckmole) і «водяний кріт» (watermole). У теперішній час англійською мовою використовується назва platypus, що походить від грецького platus (плаский) і pous (лапа).

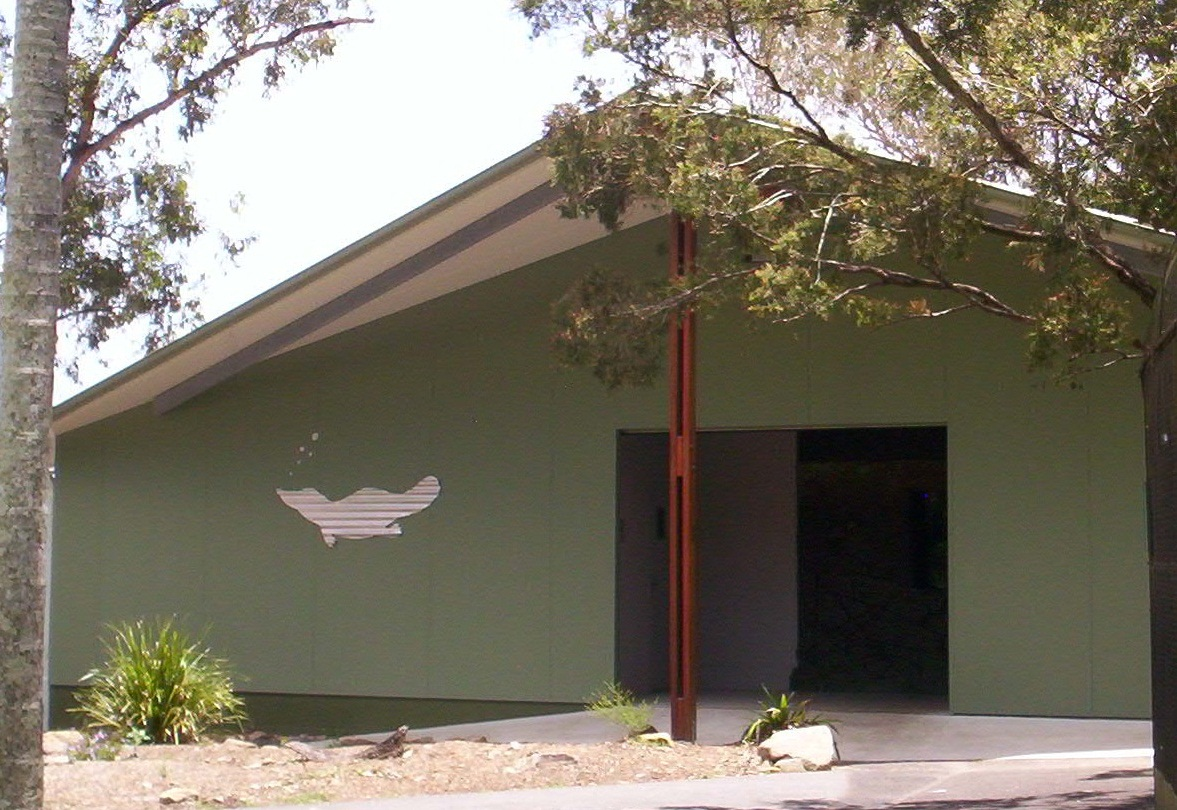
Будиночок качкодзьобів у притулку Lone Pine Koala, Брисбен

Раніше качкодзьоби правили за об'єкт промислу через своє цінне хутро, однак на початку XX століття полювання на цих тварин було заборонено. Нині їх популяція вважається порівняно стабільною, хоча через забруднення води і деградацію довкілля ареал качкодзьоба стає все більш мозаїчним. Певної шкоди йому завдали також завезені колоністами кролики, які, риючи нори, турбували качкодзьобів, змушуючи останніх залишати обжиті місця.
За сучасності австралійці створили спеціальну систему заповідників і «притулків» (sanctuary), де качкодзьоби можуть відчувати себе у безпеці. З-поміж них найвідомішими є заповідник Гілсвілл у штаті Вікторія та Вест-Берлі в Квінсленді, є качкодзьоби у спеціальних акваріумах низки австралійських зоопарків, в тому числі в сіднейському Таронга. Загалом же качкодзьоби є легко збудливими, полохливими тваринами, і тому впродовж тривалого часу не щастило вивезти качкодзьобів у зоопарки інших країн. Уперше качкодзьоб був успішно вивезений за кордон аж у 1922 році — в Нью-Йоркський зоосад, але прожив він там лише 49 днів. Спроби розводити качкодзьобів у неволі увінчувалися успіхом лише декілька разів.
У травні 2008 року було оголошено, що геном качкодзьоба розшифрований .